# 《机动战士高达》的文化影响
自1979年首次作为动画连续剧播出以来，日本机甲动画系列GUNDAM逐渐成为日本流行文化的标志性符号之一。在此期间，GUNDAM形象曾登上过邮票；日本自卫队研发先进单兵作战系统时以“GUNDAM”作为代号；该系列还被用于推广消防技术革新。某电车站设有高达纪念碑，并以首部高达电影的主题曲作为发车提示音。三菱公司以高达机甲驾驶舱为主题开发概念车模拟器，举办题为“如何制造高达”的招聘说明会展示研发流程，并将蓝瑟Evolution车型设计融入高达元素。五十铃汽车则参照高达造型设计了VX2车型。 

## 商业
2011年《洛杉矶时报》报道称，据估算“高达模型的日本人均拥有量为10套”。截至2015年，万代公司已售出约4.5亿套高达塑料模型，涵盖近2000种不同款式。截至2000年，GUNDAM系列零售总额已超过50亿美元。

## 博物馆
高达基地东京是专为GUNDAM设立的博物馆，其主要亮点包括陈列的RX-0独角兽高达雕像。馆内陈列着1000多款高达模型，拥有全球最大规模的高达模型展览。2012年，Robots Gone Bad报道称这座博物馆收藏了高达系列90%的已发售塑料模型。同年，为推广绿色环保运动，一座由一万株秋海棠、百日菊和雏菊组成的大型高达植物雕塑在此展出。

### 高达立像

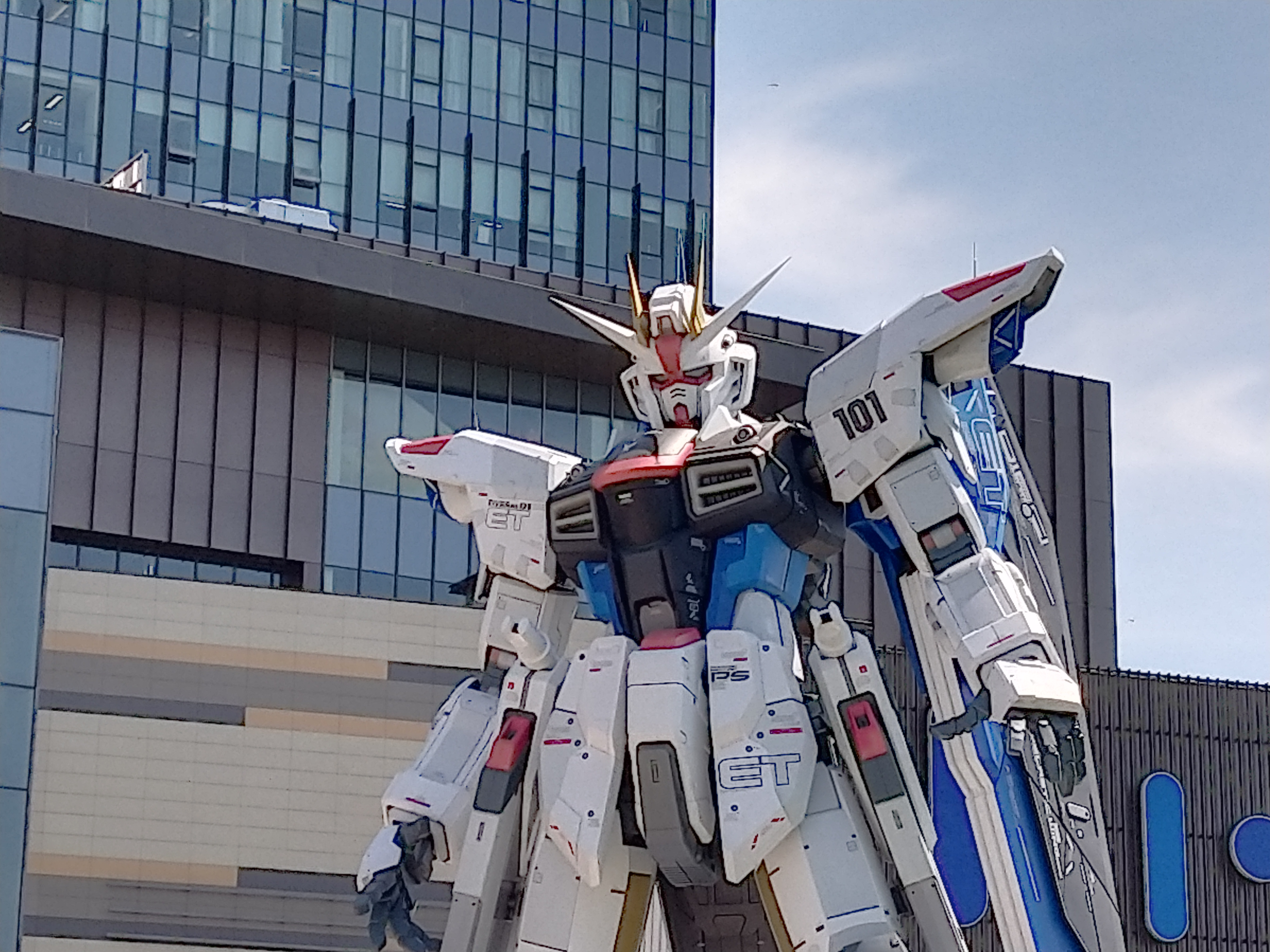
上海浦东金桥啦啦宝都外的自由高达立像

第一座高达立像（又称“台场高达”）自揭幕以来一直是GUNDAM系列对外宣传的重要标志。该雕像最初于2009年6月完工，仅展示一个月便被拆除，但期间吸引了超过450万游客参观。2010年，该雕像在静冈县重新竖立；2011年为筹集东日本大地震海啸赈灾资金，雕像以分解形态进行展示。此后于2017年在台场城东京的Festival广场树立起一座实物大独角兽高达立像。2021年5月为了庆祝《机动战士GUNDAM SEED》播出20周年，万代南梦宫集团在中国上海金桥啦啦宝都外树立起实物大自由高达立像。

### 中国山寨高达
2010年，中国花都乐园展出一座巨型机器人雕像，因其模仿原版高达雕像的设计而立即引发负面报道。据媒体报道，乐园发言人宣称该雕像“完全原创”。尽管外形相似，该机器人身上标有EFSF（地球联邦宇宙军）和WB（白色基地）的标志。雕像采用金属骨架外覆布料的结构形式。2011年1月，经过重大改装的机器人重新亮相，其外观仍招致部分负面评价。

### 其他博物馆和展览
2013年，兵库县立美术馆举办展览，展出了大河原邦男超过400件机械设计作品。

## 学术
在三菱重工2005年招聘大会（MHI Jobcon 2005）活动中，三菱重工株式会社于日本六座城市举办了研讨会。研讨会主题为“机动战士高达开发故事”，探讨若需建造RX-78机动战士时三菱所需满足的技术要求与实施流程。
2008年8月24日，广岛召开学术会议，数百名不同领域学者共同探讨动漫科技与现代世界在军事、经济、语言学等方面的关联性及宇宙世纪（人类太空殖民）的可能性。许多专家认为高达描绘的科技离现实并不遥远。该项目一位航空专家表示应研发热核火箭与球形辅助机器人。 

### 杂志
GUNDAM系列中出现的Newtype概念成为角川书店旗下1985年所创刊杂志的名称，创刊号封面就是GUNDAM系列作品之一《Z GUNDAM》中登场的高达Mk-II。GUNDAM系列的热潮催生了首本专业杂志《GUNDAM杂志》，该刊自1990年12月发行至1991年6月。2006年，杂志以六卷盒装形式再版。2001年创刊的《GUNDAM ACE》最初为季刊，2003年改为双月刊，之后更转为月刊。据日本杂志协会统计，该刊在2008年10月至2009年9月期间发行量为161,417份，2010年10月至2011年9月期间降至133,584份。 

## 工业
五十铃VX-2概念车的设计灵感源自RX-178高达Mk-II，其概念设计图刊登于1998年1/2月号日本杂志《Axis》第71期。据《高达桑》四格漫画所述，三菱蓝瑟Evolution的外观设计受到RX-78-2高达影响。日产首席创意官中村史郎表示GT-R（R35）的棱角线条与高科技通风口设计灵感也来自日本动画高达系列。三菱与万代合作开发概念车模拟器，其测试型号将仿照高达驾驶舱设计，成为东京丰田主题公园“Mega Web”的模拟剧场。
2018年，日本榊原机械工程师长野正明完成受高达系列启发的双足机甲建造。该装置高8.5米、重约7吨，配备全功能手臂与腿部伺服系统。2023年，日本机器人公司燕工业发布受高达系列启发的四足机甲“Archax”，该机器人重3.5吨、高15英尺，可由人类在内部驾驶。

## 军事和航空航天
日本自卫队研发中的先进单兵作战装备代号为“GUNDAM”。2007年11月7日的展示会上，该套装备包含可识别敌友的红外摄像瞄准系统及能浏览互联网的显示屏，总重9公斤，动力服可运行8小时。参与测试的士兵团队表示应重点提升系统电池续航，研究人员还计划开发包括悬浮导弹和微型侦察机器人在的浮游炮式系统。

## 政府
2007年，日本防卫省发布题为《迈向高达的实现（先进单兵装备系统）》的报告，動畫新聞網指出其“运用流行文化元素吸引年轻人参军及进行公关宣传”。
2012年，日本自民党曾讨论建造可运作高达的可能性，2008年估算其零部件与材料成本为7.25亿美元。在NICONICO网站12小时特别节目中，平将明与丹羽秀树提出“高达开发计划”，该活动被谴责为争取“御宅族选票”的尝试。
2000年10月23日，RX-78高达被日本政府认定为具有文化意义的主题，其机体与驾驶员形象被收录于《20世纪邮票系列》的两枚邮票中。2011年3月25日，日本发行内含10枚邮票的《高达模型30周年纪念邮票集》，呈现1980至2010年间RX-78-2高达的10款塑料模型。此外，高达及其他系列著名机甲在2005年发行的第二辑《动漫英雄》邮票中获得认可，成为获此殊荣的四大动漫系列之一，其余三部为《精灵宝可梦》、《银河铁道999》和《名侦探柯南》。

## 铁路运输

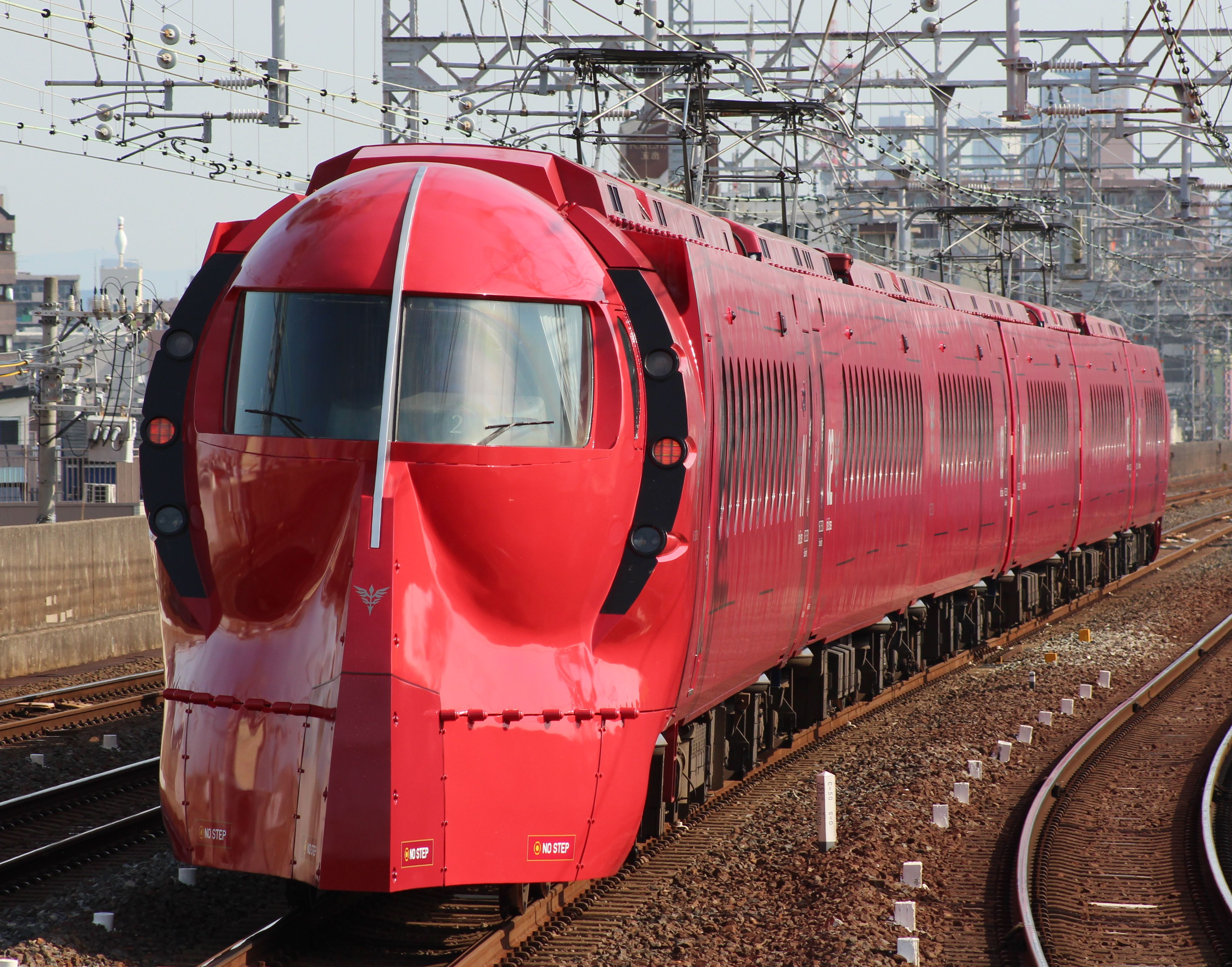
参照“新吉恩”专用的酒红色涂装的南海50000系電聯車列车编组

2008年，西武鐵道新宿上井草站树立起了RX-78高达纪念碑，以纪念附近的制作GUNDAM系列作品的日升工作室。2014年作为特快Rapi:t20周年特别策划，南海50000系電聯車将其中一列编组涂装为GUNDAM系列中登场势力之一新吉恩风格的酒红色以作联合宣传。

## 其他
自2011年起，每年在16个国家举办的高达模型制作锦标赛，吸引众多爱好者提交其原创改装作品。2008年，天明屋尚于2005年以GUNDAM为主题绘制的水墨画《RX-78-2 傾奇者 2005 Version》在香港佳士得拍卖会上，以60万美元的价格成交。2009年，日本多家唱片公司为纪念高达系列30周年发行多张专辑。首张为《专辑I 战士：哀战士致敬专辑》，收录《哀战士之诗》电影插曲《哀战士》的多版本翻唱。美国音乐人安德鲁·W.K.于2009年9月9日在日本发布《高达摇滚》专辑，包含高达系列音乐改编作品。香港地铁于2009年12月发行了一套以高达为主题的特别车票。日本市场存在大量“夏亚专用”特别版商品，通常为印有吉翁标志的红色产品，源自高达系列中吉翁阵营主角夏亚·阿兹纳布尔的红色定制机动战士（MS-06S 扎古II指挥官型）。此类商品还包括红色任天堂GameCube游戏机与Game Boy Advance SP掌机。